# UK Music Charts
UK Music Charts rassemble un grand nombre de classements tels que :
- UK Singles Chart
- UK Albums Chart
- UK Dance Chart
- UK Indie Chart
- UK Download Chart